# Црква Свете Марије Магдалене у Сигама
Црква Свете Марије Магдалене у Сигама, насељеном месту на територији општине Жагубица, припада Епархији браничевској Српске православне цркве.